# Tavel
 Tavel  es una población y comuna francesa, situada en la región de Languedoc-Rosellón, departamento de Gard, en el distrito de Nimes y cantón de Roquemaure.

## Demografía
| 884 | 965 | 1161 | 1383 | 1439 | 1529 |
| Para los censos de 1962 a 1999 la población legal corresponde a la población sin duplicidades (Fuente: INSEE [Consultar]) |     |      |      |      |      |